# Rarasee
Der Rarasee, (Nepali राराताल  raratal) im Westen Nepals ist der größte See des Landes. In einer Höhe von 2900 m umfasst er etwa 9,8 km² bei einer Uferlinie von 9 km und einer maximalen Tiefe von 167 m.
Der See im Distrikt Mugu der Provinz Karnali hat eine leicht ovale Form und liegt zur Gänze im Lake-Rara-Nationalpark etwa 300 km nordwestlich der Landeshauptstadt Kathmandu. Das oligotrophe Gewässer hat mehr als 30 Zuflüsse, der einzige Abfluss ist der Khater Khola auf der Westseite.
Außer einem Lodge-Bereich der Nationalparkverwaltung am Nordwestufer (29° 32′ N, 82° 5′ O) gibt es keine Ansiedlungen, Straßen fehlen.